# NGC 7074
NGC 7074 هي مجرة محدبة تبعد حوالي 139 مليون سنة تقع ضوئية في كوكبة الفرس الأعظم (كوكبة). تم اكتشافه من قبل عالم الفلك ألبرت مارث في 16 أكتوبر 1863.

## وصلات خارجية
- NGC 7074 على موقع ويكي سكاي: DSS2, SDSS, GALEX, IRAS, Hydrogen α, X-Ray, Astrophoto, Sky Map, Articles and images